# Hydaticus fulvosparsus
Hydaticus fulvosparsus är en skalbaggsart som beskrevs av Gschwendtner 1938. Hydaticus fulvosparsus ingår i släktet Hydaticus och familjen dykare. Inga underarter finns listade i Catalogue of Life.